# Župnija Šentjurij - Podkum
Župnija Šentjurij - Podkum je rimskokatoliška teritorialna župnija dekanije Zagorje nadškofije Ljubljana.

## Cerkve
- Cerkev sv. Jurija, Podkum
- Cerkev sv. Uršule, Borovak
- Cerkev sv. Jakoba, Padež
- Cerkev sv. Lenarta, Rodež
- Cerkev sv. Brikcija, Rtiče